# Speenhamland
Speenhamland è un villaggio nei pressi della moderna Newbury, nella contea di Berkshire, Inghilterra.

## Etimologia
Il suo nome deriva probabilmente dall'inglese antico Spen-haema-land, "terra degli abitanti di Speen", dove "Speen" forse è basato su una radice britannica derivante dal latino spinis, "spine".
Speenhamland era una suddivisione amministrativa della parrocchia di Speen, sebbene all'inizio del XIX secolo fosse contigua alla periferia di Newbury. Si trova a nord del fiume Kennet, tra il centro di Newbury e il villaggio di Speen a nord-ovest.

## Storia
Il sistema Speenhamland fu ideato durante una riunione tenutasi nella zona nel 1795. Fissava tassi di assistenza ai poveri in base al prezzo del pane e al numero di membri della famiglia, con o senza lavoro. Il sistema Speenhamland stabiliva il principio dell'assistenza proporzionata al costo della vita per i poveri abili al lavoro, ossia una sorta di pretesa legale alla sussistenza. Si assicurava così ai poveri un reddito minimo indipendente dai loro guadagni, riportando in auge il sistema paternalistico dell'organizzazione del lavoro precedente e ostacolando l'istituzione di un mercato concorrenziale del lavoro.
Il Poor Law Reforn Act del 1834, che sancì l'abolizione del sistema Speenhamland, segnò l'affermazione dei principi del liberismo economico e la svolta in senso restrittivo della legislazione sui poveri, confermando la tendenza di disimpegno dello stato rispetto alla loro assistenza.